# George Hall-Say
Geoffrey Norman Ernest "George" Hall-Say (* 27. April 1864 in Cookham; † 21. Januar 1940 in Brighton) war ein britischer Eiskunstläufer.
Hall-Say gewann bei den Olympischen Spielen 1908 in London, den ersten, bei denen Eiskunstlauf im Programm war, die Bronzemedaille hinter Nikolai Panin und seinem jungen Landsmann Arthur Cumming in der Konkurrenz der Spezialfiguren, die es nur bei diesen Olympischen Spielen gab.

## Ergebnisse

### Einzellauf (Spezialfiguren)
| Wettbewerb / Jahr | 1908 |
| ----------------- | ---- |
| Olympische Spiele | 3.   |